# Lista światowego dziedzictwa UNESCO na Ukrainie
Lista światowego dziedzictwa UNESCO na Ukrainie – lista miejsc na Ukrainie wpisanych na listę światowego dziedzictwa UNESCO, ustanowionej na mocy Konwencji w sprawie ochrony światowego dziedzictwa kulturowego i naturalnego, przyjętej przez UNESCO na 17. sesji w Paryżu 16 listopada 1972 i ratyfikowanej przez Ukrainę 12 października 1988 roku.
Obecnie (stan na 2023 rok) na liście znajduje się 8 obiektów: 7 dziedzictwa kulturowe oraz 1 o charakterze przyrodniczym.
Na ukraińskiej liście informacyjnej UNESCO – liście obiektów, które Ukraina zamierza rozpatrzyć do zgłoszenia do wpisu na listę światowego dziedzictwa – znajduje się 16 obiektów (stan na 2023 rok).
Obiekty zlokalizowane na Półwyspie Krymskim UNESCO oficjalnie uznaje, za ukraińskie dziedzictwo kulturowe.

## Obiekty na liście światowego dziedzictwa UNESCO
Poniższa tabela przedstawia ukraińskie obiekty na liście światowego dziedzictwa UNESCO:
Nr ref. – numer referencyjny UNESCO;
Obiekt – polskie tłumaczenie nazwy wpisu na liście wraz z jej angielskim oryginałem;
Położenie – miasto, obwód; współrzędne geograficzne;
Typ – klasyfikacja według Komitetu Światowego Dziedzictwa:
- kulturowe (K),
- przyrodnicze (P),
- kulturowo–przyrodnicze (K,P).

Rok wpisu – roku wpisu na listę i rozszerzenia wpisu;
Opis – krótki opis obiektu wraz z informacjami o jego zagrożeniu.
     Wpisy transgraniczne
     Obiekty wpisane na listę dziedzictwa zagrożonego
| Nr ref. | Obiekt | Zdjęcie | Położenie | Typ                | Rok                 | Opis |
| ------- | --- | ------- | --- | ------------------ | ------------------- | --- |
| 527     | Kijów: Sobór Mądrości Bożej i Ławra Peczerska Kiev: Saint-Sophia Cathedral and Related Monastic Buildings, Kiev-Pechersk Lavra                     |         | Kijów 50°27′10,0″N 30°30′52,0″E/50,452778 30,514444 50°26′06″N 30°33′27″E/50,435000 30,557500 | K (i)(ii)(iii)(iv) | 1990                | Sobór Mądrości Bożej w Kijowie (sobór św. Zofii) w Kijowie symbolizuje „nowy Konstantynopol” – miał rywalizować ze świątynią kościół Mądrości Bożej w Konstantynopolu. Działalność Ławry Peczerskiej przyczyniła się do rozprzestrzeniania się wiary i myśli prawosławnej na terenie Rosji. |
| 865     | Zespół staromiejski Lwowa L'viv – the Ensemble of the Historic Centre                                                                              |         | Lwów Obwód lwowski 49°49′48″N 24°00′51″E/49,830000 24,014167 | K (ii)(v)          | 1998                | Lwów był przez stulecia prężnym ośrodkiem administracyjnym, religijnym i handlowym. Średniowieczny układ miasta pozostaje doskonale zachowany, z wieloma budowlami w stylach barokowym i późniejszych. |
| 1187    | Południk Struvego Struve Geodetic Arc |         | Krupa 50°41′03″N 25°24′45″E/50,684167 25,412500 Antoniwka 49°33′57″N 26°45′22″E/49,565833 26,756111 Hwardijśke 49°19′48″N 26°40′55″E/49,330000 26,681944 Baranówka 49°08′55″N 26°59′30″E/49,148611 26,991667 Nekrasowka 45°19′54″N 28°55′41″E/45,331667 28,928056 | K (ii)(iv)(vi)     | 2005                | Na Ukrainie znajduje się 5 z 34 punktów pomiarowych południka Struvego. Zostały one założone w latach 1816–1852 na terenie ówczesnej unii Szwecji i Norwegii oraz Imperium Rosyjskiego, pod nadzorem rosyjskiego naukowca Friedricha Georga Wilhelma von Struvego i rosyjskiego oficera Carla F. Tennera. Wpis transgraniczny z Białorusią, Estonią, Finlandią, Litwą, Łotwą, Mołdawią, Norwegią, Rosją oraz Szwecją. |
| 1133    | Pradawne i pierwotne lasy bukowe Karpat i innych regionów Europy Ancient and Primeval Beech Forests of the Carpathians and Other Regions of Europe |         | Czarnohora 48°08′25″N 24°23′35″E/48,140278 24,393056 Kuzij-Trybuszany 47°56′21″N 24°08′26″E/47,939167 24,140556 Maramarosz 47°56′12″N 24°19′35″E/47,936667 24,326389 Stużyca-Użok 49°04′58″N 22°35′45″E/49,082778 22,595833 Świdowiec 48°11′21″N 24°13′37″E/48,189167 24,226944 Uholka-Szyrokyj Luh 48°18′22″N 23°41′46″E/48,306111 23,696111 Gorgany 48°28′19″N 24°17′58″E/48,471944 24,299444 Roztocze 49°57′28,8″N 23°38′49,2″E/49,958000 23,647000 Satanowska Dacza 49°10′30,0″N 26°14′38,4″E/49,175000 26,244000 Synewyr 48°29′14″N 23°44′56″E/48,487222 23,748889 48°23′06″N 23°42′46″E/48,385000 23,712778 48°27′11″N 23°47′48″E/48,453056 23,796667 48°21′20″N 23°39′36″E/48,355556 23,660000 Zaczarowany Kraj 48°27′09″N 23°05′23″E/48,452500 23,089722 48°25′21″N 23°09′42″E/48,422500 23,161667 | P (ix)             | 2007 2011 2017 2021 | Zespół względnie nienaruszonych europejskich lasów bukowych. Od końca ostatniej epoki lodowcowej buk europejski zaczął się rozprzestrzeniać na terenach Alp, Karpat, Dinaryd oraz Pirenejów. Udana ekspansja na całym kontynencie europejskim jest powiązana z szeroką tolerancją na różne warunki klimatyczne. Wpis transgraniczny z Albanią, Austrią, Belgią, Bośnią i Hercegowiną, Bułgarią, Chorwacją, Czechami, Francją, Hiszpanią, Macedonią Północną, Niemcami, Polską, Rumunią, Słowacją, Słowenią, Szwajcarią oraz Włochami. |
| 1330    | Rezydencja metropolitów bukowińskich i dalmackich w Czerniowcach Residence of Bukovinian and Dalmatian Metropolitans                               |         | Czerniowce Obwód czerniowiecki 48°17′47,9″N 25°55′29,7″E/48,296642 25,924906 | K (ii)(iii)(iv)    | 2011                | Dawna siedziba prawosławnych metropolitów Bukowiny i Dalmacji, jak również prawosławnego seminarium duchownego w Czerniowcach, zabytek architektury XIX-wiecznego historyzmu według projektu czeskiego architekta Josefa Hlávki. |
| 1411    | Chersonez Taurydzki – antyczne miasto z systemem gruntów uprawnych (chora) Ancient City of Tauric Chersonese and its Chora                         |         | Sewastopol Autonomiczna Republika Krymu 44°36′42,0″N 33°29′36,0″E/44,611667 33,493333 | K (ii)(v)          | 2013                | Antyczne miasto greckie na Krymie – zespół sześciu stanowisk archeologicznych obejmujących ruiny miasta oraz grunty uprawne, podzielone na kilkaset jednakowych prostokątnych parceli (chora), gdzie uprawiano winorośl. |
| 1424    | Drewniane cerkwie w polskim i ukraińskim regionie Karpat Wooden Tserkvas of the Carpathian Region in Poland and Ukraine                            |         | Użok 48°59′02,3″N 22°51′16,5″E/48,983972 22,854583 Jasina 48°15′18,4″N 24°20′41,1″E/48,255111 24,344750 Wierbiąż Niżny 48°29′55,1″N 25°00′40,8″E/48,498636 25,011330 Rohatyn 49°24′36,6″N 24°36′10,5″E/49,410167 24,602917 Potylicz 50°12′31,4″N 23°33′02,9″E/50,208722 23,550806 Drohobycz 49°20′52″N 23°29′58″E/49,347778 23,499444 Żółkiew 50°03′19,1″N 23°58′55,4″E/50,055306 23,982056 Matków 48°54′55,7″N 23°06′32,2″E/48,915469 23,108933 | K (iii)(iv)        | 2013                | Położone na wschodnich obrzeżach Europy Środkowej cerkwie zostały wzniesione w okresie od XVI do XIX wieku. Posiadają konstrukcję zrębową. Według typów architektonicznych wyróżnia się cerkwie halickie, łemkowskie, bojkowskie i huculskie. Wpis transgraniczny z Polską. |
| 1703    | Historyczne centrum Odessy The Historic Centre of Odesa                                                                                            |         | Odessa Obwód odeski 46°28′00″N 30°44′00″E/46,466667 30,733333 | K (ii)(iv)         | 2023                | Odessa rozwinęła się jako miasto portowe na przełomie XVIII i XIX wieku. To wielokulturowe miasto było zamieszkałe przez Bułgarów, Greków, Ormian, Polaków, Rosjan, Rumunów, Włochów oraz Żydów. Z powodu rosyjskiej inwazji na Ukrainę, Odessa została wpisana na listę dziedzictwa zagrożonego. |

## Obiekty na ukraińskiej liście informacyjnej UNESCO
Poniższa tabela przedstawia obiekty na ukraińskiej liście informacyjnej UNESCO:
Nr ref. – numer referencyjny UNESCO;
Obiekt – polskie nazwa obiektu wraz z jej angielskim oryginałem na ukraińskiej liście informacyjnej;
Położenie – miasto, obwód; współrzędne geograficzne;
Typ – klasyfikacja według zgłoszenia:
- kulturowe (K),
- przyrodnicze (P),
- kulturowo–przyrodnicze (K,P).

Rok wpisu – rok wpisu na listę informacyjną;
Opis – krótki opis obiektu wraz z informacjami o jego zagrożeniu.
     Wpisy transgraniczne
| Nr ref. | Obiekt | Zdjęcie | Położenie | Typ                    | Rok  | Opis |
| ------- | --- | ------- | --- | ---------------------- | ---- | --- |
| 668     | Historyczne centrum Czernihowa, IX–XIII wiek Historic Centre of Tchernigov, 9th -13th centuries |         | Czernihów Obwód czernihowski 51°30′00″N 31°18′00″E/51,500000 31,300000 | K (i)(ii)(iv)          | 1989 | Wpis na listę informacyjną obejmuje historyczne centrum Czernihowa z IX–XIII wieku. Nominacja dotyczy m.in. Soboru Przemienienia Pańskiego (z XI wieku) oraz Sobóru Świętych Borysa i Gleba (z XII wieku). |
| 670     | Twierdza w Kamieńcu Podolskim Cultural Landscape of Canyon in Kamenets-Podilsk |         | Kamieniec Podolski Obwód chmielnicki 48°40′24″N 26°33′45″E/48,673333 26,562500 | K (i)(ii)(iv)          | 1989 | Nominacja obejmuje historyczne centrum miasta Kamieniec Podolski oraz twierdzę pochodzące z XII wieku. Forteca była nazywana „przedmurzem chrześcijaństwa” i „bramą do Polski”. |
| 672     | Grób Tarasa Szewczenki i Narodowy Rezerwat Szewczenki Tarass Shevtchenko Tomb and State Historical and Natural Museum - Reserve |         | Obwód czerkaski 49°43′59″N 31°30′53″E/49,733056 31,514722 | K, P                   | 1989 | Miejsce pamięci oraz pochówku Tarasa Szewczenki – poety uznawanego za bohatera narodowego Ukrainy. Po pogrzebie jego grób stał się celem „pielgrzymek” ukraińskich działaczy niepodległościowych oraz artystów. |
| 673     | Rezerwat Biosfery „Askania Nowa” National Steppe Biosphere Reserve "Askaniya Nowa" |         | Obwód chersoński 46°27′07″N 33°52′51″E/46,451944 33,880833 | P (x)                  | 1989 | Rezerwat „Askania Nowa” został utworzony w 1883 roku przez niemieckiego osadnika Friedricha von Falz-Feina. W 1985 roku otrzymał status rezerwatu biosfery UNESCO. Powierzchnia rezerwatu wynosi 333 km², a na jego terytorium znajduje się, ostatni w Europie, dziewiczy step.                                         |
| 674     | Park dendrologiczny Zofiówka Dendrological Park "Sofijivka" |         | Humań Obwód czerkaski 48°45′51″N 30°14′37″E/48,764167 30,243611 | K, P                   | 2000 | Park został założony w 1796 roku przez Stanisława Szczęsnego Potockiego i nazwane na cześć jego żony „Sofijówką”. Jego powierzchnia wynosi 179 ha. Od 1955 roku park jest zarządzany przez NANU. |
| 1820    | Pałac chanów krymskich w Bakczysaraju Bagçesaray Palace of the Crimean Khans |         | Bakczysaraj Autonomiczna Republika Krymu 44°44′55″N 33°52′55″E/44,748611 33,881944 | K (i)(iii)(v)(vi)      | 2003 | Pałac został wybudowany w XVI wieku i przez 250 lat służył jako rezydencja chanów krymskich. Od XVIII wieku był miejscem wypoczynku rosyjskiej rodziny carskiej. |
| 5075    | Stanowisko archeologiczne Kamiana Mohyła Archaeological Site "Stone Tomb" |         | Obwód zaporoski 46°57′00″N 35°28′12″E/46,950000 35,470000 | K (iii)(vi)            | 2006 | Stanowisko archeologiczne obejmujące wzgórze (o wysokości 12 metrów) Kamiana Mohyła zbudowane z bloków piaskowca z licznymi jaskiniami, których ściany pokrywają petroglify głównie z epoki brązu. Zostało ono odkryte w 1889 roku przez rosyjskiego archeologa Nikołaja Weselowskiego.                                 |
| 5116    | Obserwatorum astronomiczne w Mikołajowie Mykolayiv Astronomical Observatory |         | Mikołajów Obwód mikołajowski 46°58′22,0″N 31°58′21,9″E/46,972790 31,972750 | K (ii)(iv)             | 2007 | Najstarsze obserwatorum astronomiczne w Europie południowo-wschodniej (1821), obejmuje XIX-wieczny gmach główny wzniesiony w stylu klasycystycznym oraz pawilony z początku XX w., gdzie przechowywane są instrumenty astronomiczne i eksponaty muzealne.                                                               |
| 5117    | Kompleks forteczny w Sudaku Complex of the Sudak Fortress Monuments of the 6th - 16th c. |         | Sudak Autonomiczna Republika Krymu 44°51′05″N 34°58′21″E/44,851389 34,972500 | K (ii)(iv)(v)          | 2007 | Kompleks forteczny z VI–XVI w. z dobrze zachowanymi budowlami obronnymi z okresu Cesarstwa Bizantyńskiego, czasów panowania Genueńczyków a następnie Imperium Osmańskiego. |
| 5267    | Obserwatoria astronomiczne na Ukrainie Astronomical Observatories of Ukraine |         | Kijów 50°27′02″N 30°29′09″E/50,450556 30,485833 Mikołajów 46°58′03″N 31°58′05″E/46,967500 31,968056 Odessa 46°28′06″N 30°45′05″E/46,468333 30,751389 Autonomiczna Republika Krymu 44°43′07″N 34°01′00″E/44,718611 34,016667 | K (ii)(iv)(vi)         | 2008 | Wpis na listę informacyjną skupia cztery obserwatoria astronomiczne (obecnie jedno z nich znajduje się pod rosyjską okupacją). Były one wykorzystywane do ustalenia współrzędnych astronomicznych wielu planetoid oraz gwiazd w przestrzeni kosmicznej.                                                                 |
| 5423    | Kijów: Monaster św. Cyryla i Cerkiew św. Andrzeja Kyiv: Saint Sophia Cathedral with Related Monastic Buildings, St. Cyril's and St. Andrew's Churches, Kyiv-Pechersk Lavra (extension of Kiev: Saint-Sophia Cathedral and Related Monastic Buildings, Kiev-Pechersk Lavra) |         | Kijów Miasto wydzielone 50°29′01″N 30°28′20″E/50,483611 30,472222 50°27′32,0″N 30°31′05,0″E/50,458889 30,518056 | K (i)(ii)(iii)(iv)     | 2009 | Jest to proponowane rozszerzenie wpisu Kijów: sobór św. Zofii i Ławra Peczerska o dwa dodatkowe budynki kościelne położone w Kijowie – Monaster św. Cyryla oraz Cerkiew św. Andrzeja. |
| 5575    | Punkty handlowe i fortyfikacje szlaków handlowych Genui – od Morza Śródziemnego do Morza Czernego Trading Posts and Fortifications on Genoese Trade Routes. From the Mediterranean to the Black Sea                                                                        |         | Autonomiczna Republika Krymu 44°50′33″N 34°57′24″E/44,842500 34,956667 | K (ii)(iv)             | 2010 | Ta ponadnarodowa nominacja skupia jedne z najważniejszych osad handlowych, zlokalizowanych wokół Morza Śródziemnego oraz Morza Czarnego. Należały one do Republiki Genui. Na Ukrainie nominowanym obiektem jest twierdza Sudak położona na Krymie.                                                                      |
| 5773    | Krajobraz kulturowy skalnych miast Gothii krymskiej Cultural Landscape of “Cave Towns” of the Crimean Gothia |         | Eski-Kermen, Mangup Rejon bakczysarajski 44°35′40″N 33°48′28″E/44,594444 33,807778 44°36′36″N 33°44′29″E/44,610000 33,741389                                                                                                | K, P (iii)(v)(vi)(vii) | 2012 | Wpis na listę informacyjną obejmuje dwie średniowieczne osady Eski-Kermen oraz Mangup. Były one zamieszkałe od III–IV wieku, a w XIV wieku miało tutaj swoją stolicę Księstwo Teodoro, które upadło w 1475 roku. |
| 5774    | Historyczne otoczenie stolicy chanów krymskich w Bakczysaraju The historical surroundings of Crimean Khans’ capital in Bakhchysarai |         | Bakczysaraj Autonomiczna Republika Krymu 44°44′55″N 33°52′55″E/44,748611 33,881944 44°44′28″N 33°55′28″E/44,741111 33,924444                                                                                                | K (ii)(iii)(v)(vi)     | 2012 | Jest to proponowane rozszerzenie wpisu Pałac chanów krymskich w Bakczysaraju, znajdującego się na liście informacyjnej UNESCO, o średniowieczne miasto Czufut-Kale. Było ono zamieszkiwane przez Alanów od VI do XV wieku.                                                                                              |
| 6249    | Derżprom Derzhprom (the State Industry Building)" |         | Charków Obwód charkowski 50°00′24,0″N 36°13′37,5″E/50,006667 36,227083 | K (iv)                 | 2017 | Pierwszy wieżowiec w ZSRR wybudowany w stylu konstruktywizmu, w 1928 roku. W czasie II wojny światowej Niemcy urządzili na parterze budynku stajnię, a pozostałe wnętrza zostały zniszczone. Po wojnie wieżowiec został odbudowany, a w 1954 roku na dachu zainstalowano jedną z pierwszych anten telewizyjnych w ZSRR. |
| 6426    | Tyras − Białogród (Akerman) Tyras - Bilhorod (Akkerman), on the way from the Black Sea to the Baltic Sea |         | Białogród nad Dniestrem Obwód odeski 46°11′00″N 30°20′00″E/46,183333 30,333333 | K (ii)(iv)(vi)         | 2019 | Greckie miasto Tyras zostało założone ok. VI wieku p.n.e. nad brzegiem Limanu Dniestru. Przez wieki służył jako ważny port handlowy na Jedwabnym Szlaku, a także na trasie łączącej Morze Czarne z Morzem Bałtyckim. |